# Casseau (typographie)
Pour les articles homonymes, voir Casseau (homonymie) et Dingbat.

Feuille aldine du XVIe siècle.

Un casseau est une partie de la casse (une casse comprend deux casseaux, un pour les capitales ou haut-de-casse, un pour les bas-de-casse), ou une petite casse contenant des types particuliers ou peu courants. 
Par extension, le terme désigne aussi le contenu : un caractère mobile représentant un pictogramme, ou dingbat. Le dingbat est un symbole graphique ou une ornementation utilisée en typographie. Il existe des polices d'écriture spécialisées, dont les glyphes représentent de tels symboles et formes en lieu et place des caractères alphabétiques et numériques usuels.

## Exemples
✎ ❞ ☞ ✱ ✂
Police d'écriture ITC Zapf Dingbats :
|   | ✁ | ✂ | ✃ | ✄ | ☎ | ✆ | ✇ | ✈ | ✉ | ☛ | ☞ | ✌ | ✍ | ✎ | ✏ |
| ❦ | ✑ | ✒ | ✓ | ✔ | ✕ | ✖ | ✗ | ✘ | ✙ | ✚ | ✛ | ✜ | ✝ | ✞ | ✟ |
| ✠ | ✡ | ✢ | ✣ | ✤ | ✥ | ✦ | ✧ | ★ | ✩ | ✪ | ✫ | ✬ | ✭ | ✮ | ✯ |
| ✰ | ✱ | ✲ | ✳ | ✴ | ✵ | ✶ | ✷ | ✸ | ✹ | ✺ | ✻ | ✼ | ✽ | ✾ | ✿ |
| ❀ | ❁ | ❂ | ❃ | ❄ | ❅ | ❆ | ❇ | ❈ | ❉ | ❊ | ❋ | ● | ❍ | ■ | ❏ |
| ❐ | ❑ | ❒ | ▲ | ▼ | ◆ | ❖ | ◗ | ❘ | ❙ | ❚ | ❛ | ❜ | ❝ | ❞ |   |

Avertissement. Certains navigateurs peuvent ne pas rendre correctement la liste ci-dessus 
en les remplaçant par des carrés ou des points d'interrogation.

## Casseau Unicode
Avec Unicode et la norme ISO/CEI 10646, les ornements les plus courants possèdent leurs propres codes, compris entre 2700 et 27BF. Le nom officiel français de ce bloc dans l'ISO/CEI 10646 est Casseau. Le site de W3Schools possède une page avec une liste de codes HTML permettant d'afficher des caractères dingbats sur une page web.

## Polices dingbats
Parmi les polices de caractères de dingbats, on compte Wingdings, Webdings, Carta, Universal News & Commercial Pi et la célèbre police Zapf Dingbats, conçue par Hermann Zapf, en 1978.